# Membrana biològica

Secció de les estructures que es poden formar pels fosfolípids en solucions aquoses

Una membrana biològica o biomembrana és una membrana que tanca o separa que actua com barrera selectiva, dins o al voltant d'una cèl·lula biològica. Consta d'una bicapa lipídica amb proteïnes que poden constituir prop del 50% del contingut de la membrana. Les membranes biològiques no s'han de confondre amb els teixits aillants formats per capes de cèl·lules, com per exemple les membranes mucoses i les membranes basals.

## Funció
Les membranes en les cèl·lules típicament defineixen espais tancats o compartiments de les cèl·lules en els quals les cèl·lules mantenen ambients químics o bioquímics que difereixen dels exteriors. Per exemple la membrana al voltant del peroxisoma protegeixen la resta de les cèl·lules dels peròxids, i la membrana cel·lular separa una cèl·lula del medi que l'envolta. La majoria dels orgànuls estan definits per aquestes membranes, i s'anomenen orgànuls enllaçats a la membrana (membrane-bound organelles).
Probablement la característica més important de la biomembrana és que la seva estructura és permeables selectivament. Aquest factor de permeabilitat selectiva és essencial per una efectiva separació d'una cèl·lula o orgànul del seu voltant. També tenen una certa elasticitat.

## Diversitat de les membranes biològiques
N'hi ha molts tipus: membrana apical, basolateral, presinàptica i postsinàptica, les membranes dels flagels, cilis, microvil·lus, filopodis i lamel·lipodis, el sarcolemma de les cèl·lules musculars i també mielina especialitzada i dendrítica de les neurones. Les membranes plasmàtiques també poden fer diferents tipus de "supramembrana" com la caveola, podosoma, invadopodium, desmosoma, hemidesmosoma i altres. Aquest tipus de membranes difereixen en la composició de lípids i proteïnes.